# Postporus epinepheli
Postporus epinepheli är en plattmaskart. Postporus epinepheli ingår i släktet Postporus och familjen Homalometridae. Inga underarter finns listade i Catalogue of Life.